# Кубок Уельсу з футболу 2004—2005
Кубок Уельсу з футболу 2004–2005 — 118-й розіграш кубкового футбольного турніру в Уельсі. Титул вдруге здобув клуб Тотал Нетворк Солюшнс.

## Календар
| Раунд        | Дата             | Матчі | Клуби    |
| ------------ | ---------------- | ----- | -------- |
| Перший раунд | 11 вересня 2004  | 49    | 113 → 64 |
| 1/32 фіналу  | 1-2 жовтня 2004  | 32    | 64 → 32  |
| 1/16 фіналу  |                  | 16    | 32 → 16  |
| 1/8 фіналу   | 5 лютого 2005    | 8     | 16 → 8   |
| 1/4 фіналу   | 4-5 березня 2005 | 4     | 8 → 4    |
| 1/2 фіналу   | 2-3 квітня 2005  | 2     | 4 → 2    |
| Фінал        | 8 травня 2005    | 1     | 2 → 1    |

## 1/16 фіналу
| Команда 1             | Рахунок      | Команда 2              |
| --------------------- | ------------ | ---------------------- |
| Ллудкоед              | 1:2          | Велшпул Таун           |
| Ейрбас                | 0:2          | Аван Лідо              |
| Бала Таун             | 2:2 пен. 5:3 | Тон Пентре             |
| Баррі Таун            | 2:1          | Гарден Віллідж         |
| Карнарвон Таун        | 2:1 дч       | Кардіфф Гранж Арлекінс |
| Дінас Повис           | 2:3          | Бангор Сіті            |
| Гресфорд Атлетік      | 2:2 пен. 1:4 | Кармартен Таун         |
| Гейверфордвест Каунті | 3:0          | Глантрет               |
| Голівелл Таун         | -:+          | Аберіствіт Таун        |
| Лекс XI               | 0:1          | Кайрсус                |
| Ллангефні Таун        | 1:0          | Бодедерн               |
| Порт-Толбот Таун      | 0:1          | Галкін Юнайтед         |
| Портмадог             | 1:3 дч       | Кумбран Таун           |
| Ріл                   | 9:0          | Голігед Готспур        |
| Тотал Нетворк Солюшнс | 11:0         | Пенрайфвер             |
| УВІК Інтер Кардіфф    | 3:1          | Карлеон                |

## 1/8 фіналу
| Команда 1             | Рахунок | Команда 2             |
| --------------------- | ------- | --------------------- |
| 5 лютого 2005         |         |                       |
| Велшпул Таун          | 1:2     | Бала Таун             |
| Баррі Таун            | 2:5     | Аван Лідо             |
| Аберіствіт Таун       | 3:2 дч  | Карнарвон Таун        |
| Галкін Юнайтед        | 0:4     | Кайрсус               |
| Кармартен Таун        | 1:0     | Кумбран Таун          |
| Ріл                   | 4:0     | Ллангефні Таун        |
| Тотал Нетворк Солюшнс | 2:1     | Бангор Сіті           |
| УВІК Інтер Кардіфф    | 1:4     | Гейверфордвест Каунті |

## 1/4 фіналу
| Команда 1             | Рахунок | Команда 2             |
| --------------------- | ------- | --------------------- |
| 4 березня 2005        |         |                       |
| Аберіствіт Таун       | 0:2     | Гейверфордвест Каунті |
| 5 березня 2005        |         |                       |
| Кайрсус               | 0:1     | Кармартен Таун        |
| Ріл                   | 4:1     | Бала Таун             |
| Тотал Нетворк Солюшнс | 4:1     | Аван Лідо             |

## 1/2 фіналу
| Команда 1      | Рахунок | Команда 2             |
| -------------- | ------- | --------------------- |
| 2 квітня 2005  |         |                       |
| Кармартен Таун | 1:0     | Гейверфордвест Каунті |
| 3 квітня 2005  |         |                       |
| Ріл            | 1:3     | Тотал Нетворк Солюшнс |

## Фінал
| 8 травня 2005 |

| Кармартен Таун | 0:1      | Тотал Нетворк Солюшнс |
| -------------- | -------- | --------------------- |
|                | Протокол | Лоулесс 75'           |

| «Стебонхіт Парк», Лалнеллі Глядачів: 1 126 Арбітр: С.Джонс |